# Sebastian Schäfer (Politiker, 1979)
Sebastian Schäfer (* 11. Juli 1979 in Dettelbach) ist ein deutscher Politiker von Bündnis 90/Die Grünen und seit 2021 Mitglied des Deutschen Bundestages.

## Leben
Schäfer wuchs in einem unterfränkischen Dorf auf. In der 11. Klasse besuchte er im Zuge des Parlamentarischen Patenschaftsprogramms des Deutschen Bundestages eine High-School im Mittleren Westen der USA. Er legte sein Abitur 1999 ab und machte seinen Zivildienst am Blindeninstitut in Würzburg. Anschließend studierte er Staatswissenschaften und Philosophie an der Universität Erfurt. Stipendien ermöglichten ihm Aufenthalte in Japan und der Higher School of Economics in Moskau. Das Master-Studium der Wirtschaftswissenschaften verbrachte Schäfer mithilfe eines Stipendiums der Fulbright-Kommission zur Hälfte an der University of California, Berkeley, in den USA. Als wissenschaftlicher Mitarbeiter am Lehrstuhl für Wirtschaftspolitik an der Universität Erfurt entwickelte er danach die Grundlinien seiner Dissertation. Diese trägt den Titel Der Systemwettbewerb in der Europäischen Union – eine Fallstudie im Gesellschaftsrecht.
Schäfer ist verheiratet und Vater von zwei Kindern.

## Politik
2008 war Schäfer wissenschaftlicher Mitarbeiter im Deutschen Bundestag für Alexander Bonde im Bereich der Haushaltspolitik. Nach der Landtagswahl in Baden-Württemberg 2011 war Schäfer als Berater für die Koalitionsgespräche zwischen Bündnis 90/Die Grünen und der SPD tätig. 2017 war er während der Koalitionsgespräche zwischen CDU, Bündnis 90/Die Grünen und FDP Büroleiter von Cem Özdemir. Schäfer war von 2018 bis 2021 als Referatsleiter für Bundesrat und Bundesangelegenheiten im Ministerium für Finanzen in Stuttgart tätig.
Bei der Bundestagswahl 2021 kandidierte Schäfer im Bundestagswahlkreis Esslingen als Direktkandidat und auf der Landesliste von Bündnis 90/Die Grünen Baden-Württemberg auf Listenplatz 17. Er erlangte in seinem Wahlkreis 18,4 % der Erststimmen und unterlag damit dem CDU-Kandidaten Markus Grübel, konnte aber über Platz 17 der Landesliste dennoch in den 20. Deutschen Bundestag einziehen.
Schäfer ist Obmann von Bündnis 90/Die Grünen im Haushaltsausschuss des Deutschen Bundestages. Am 26. Juni 2025 wählte ihn das Plenum des Bundestages in das Vertrauensgremium zur Genehmigung der geheimen Wirtschaftspläne der Nachrichtendienste des Bundes.